# Herpestes edwardsi
Mangusta cenușie indiană (Herpestes edwardsi) este o specie de mangusta nativă pe subcontinentul Indian și Asia de Vest. Este catalogată ca și specie cu risc scăzut de dispariție de către Uniunea Internațională pentru Conservarea Naturii.Trăiește în păduri, tufărișuri și terenuri cultivate, deseori aproape de așezările omenești. Se adăpostește în vizuini, tufișuri și garduri vii, printre copaci și arbuști sub stâncării sau chiar în canale. Este foarte îndrăzneață dar în același timp atentă, rareori aventurându-se departe de adăposturi. Se cațără foarte bine și se hrănește de obicei cu rozătoare, șerpi, ouă de păsări sau pui abia eclozați, șopârle și o largă varietate de nevertebrate. Se înmulțește pe tot cuprinsul anului.

## Caracteristici
Mangusta are blana cenușie de nuanțe diferite, de la gri deschis pana la gri metalic, mai aspră decât a altor soiuri de manguste. Labele sunt maronii și mai închise la culoare decât corpul. Blana din jurul ochilor și a botului este ușor maronie dar cu o nuanță ruginie. Coada este stufoasă și de culoare galben deschis sau albă.
Lungimea cozii este egală cu lungimea corpului. Lungime corp: 36–45 cm  Lungime coadă: 45 cm , Greutate: 0.9-1.7 kg. Masculii sunt semnificativ mai mari decât femelele. Mangustele cenușii indiene se deosebesc de multe  alte soiuri de mamifere prin faptul că pot distinge patru culori.

## Distribuție și habitat
Este general acceptat faptul că mangusta cenușie indiană trăiește în Arabia Saudită,  Kuweit, Bahrain, Iran, Afganistan, Pakistan, India, Nepal, Sri Lanka și Bangladesh (vezi harta). Cercetări științifice efectuate în anul 2007 a găsit 4 specimene în Turcia  și Emiratele Arabe, prin aceasta arealul de răspândire fiind considerat extins.
În ciuda faptului că este un animal obișnuit, nu este bine cunoscut modul în care specia s-a răspândit de-a lungul timpului. Mangusta pare să fie capabilă să ocupe o largă varietate de habitate, incluzând pajiști, stâncării, zone deșertice, culturi, zone de tufișuri, arbuști, păduri, poieni și zone apropiate așezărilor umane. Deși animalul a fost descris ca fiind puțin dependent de zone locuite de oameni, observațiile făcute în India au relevant faptul că este mai întalnită în preajma zonelor locuite..

## Taxonomie
Ichneumon edwardsii a fost denumirea științifică propusă de Étienne Geoffroy Saint-Hilaire in 1817.
Subspecii:
- H. e. edwardsi
- H. e. ferrugineus
- H. e. lanka
- H. e. montanus
- H. e. nyula

## Ecologie și comportament
Mangusta  este omnivoră, deși majoritatea hranei este alcătuită din prada vie pe care o prinde - fiind un vânător opportunist (șoareci, lilieci, șopârle, șerpi). De asemenea, mănâncă păsări, ouăle acestora, scorpioni, broaște, crabi, pești și părți ale plantelor: fructe, rădăcini, chiar și animale mai mari precum iepuri de câmp sau egrete. Ucide prada mușcând-o de gat sau de cap. 

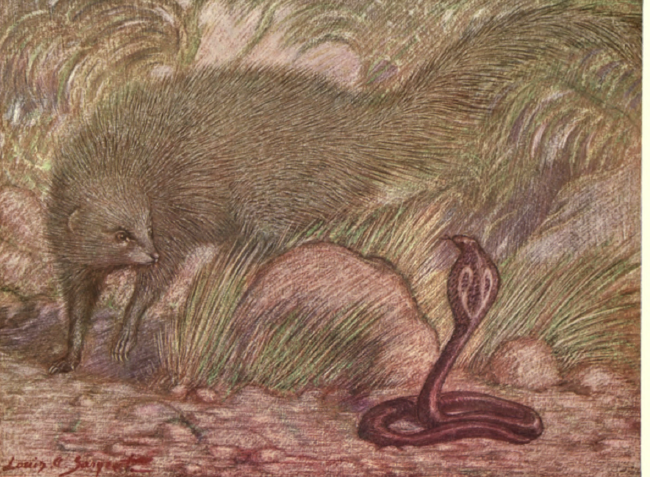
Ilustrația unei manguste cu o cobra

Această specie este bine-cunoscută pentru abilitatea ei de a lupta ci șerpi veninoși. La început, îi scoate din adăpost provocându-i, apoi îi atacă evitând acrobatic mușcăturile acestora. Este protejată și de blana tare, rigidă și aspră, care se zbârlește cu asemenea ocazii, pielea groasă fiind rezistentă și organismul fiind imun la veninul de șarpe.
Când se luptă cu scorpionii, nu își ia nici o măsură de precauție pentru înțepăturile acestora, înhățându-i lesne.
Mangusta gri indiană deschide de obicei ouăle ținându-le între labele din față și făcând o gaură la partea mai ascuțită a acestora.  Cele mai mici le sparg de un obiect mai tare, de aceea s-a speculat faptul că   cele mai mari ar trebui să facă la fel cu ouăle mai mari si cu coaja mai rezistentă.

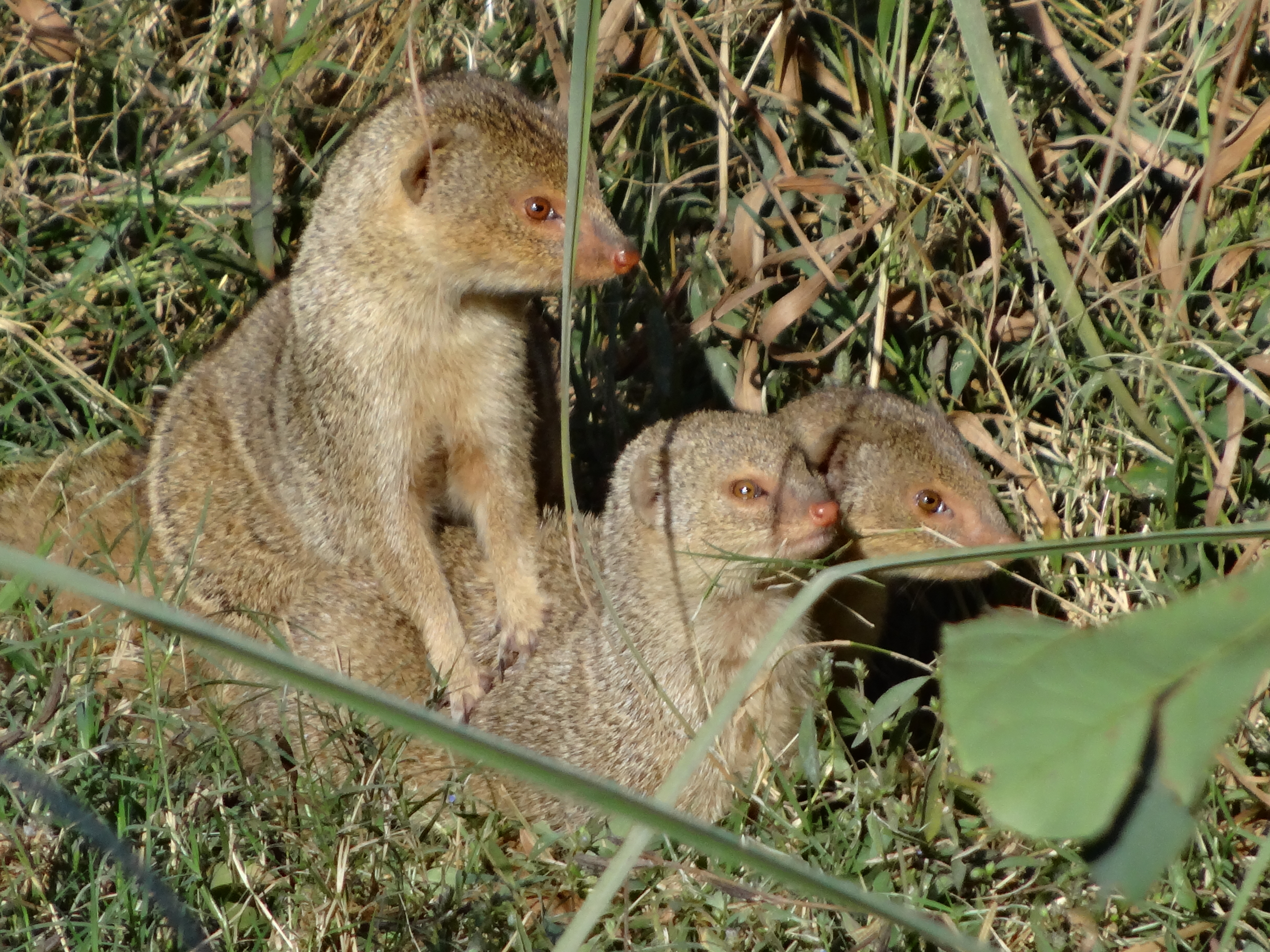
Mangustă cu pui la Lucknow Zoological Park.

Femela intră în călduri între martie și octombrie, dând naștere la 2-4 pui de cite două ori pe an. Gestația durează intre 60-65 zile.
Trăiește până la 7 ani în sălbăticie și 12 ani în captivitate.

## Relația cu oamenii
Manguita este ținută uneori ca și animal de casă pentru protecție împotriva animalelor dăunătoare sau periculoase, precum scorpioni, șerpi și șobolani.
Specia este protejată în India, blana folosindu-se in mod ilegal pentru confecționarea pămătufului pensulelor, iar acest motiv este unul dintre cele mai importante pentru prezervarea animalului. Aproximativ 3000 manguste au fost ucise pentru a produce 155 kg. of de păr de mangustă, care a fost confiscat de  către Uttar Pradesh Forest Department și Wildlife Crime Control Bureau (WCCB) in 2018.
Este denumită Nevlaa in limbile indiene din nordul țării 
muṅgūsa in Marathi;
mungi in Telugu;
mungi, mungisi and munguli in Kannada.

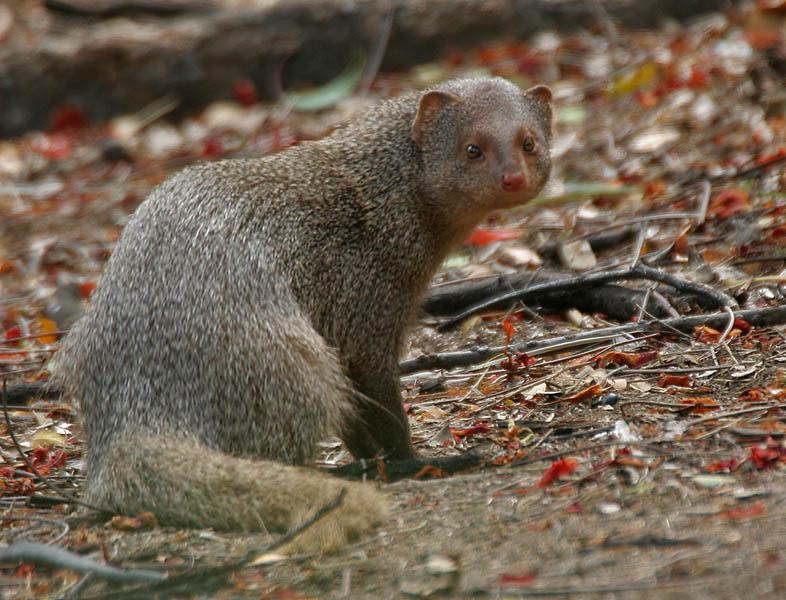
Mangusta cenușie indiana la Hyderabad, India.
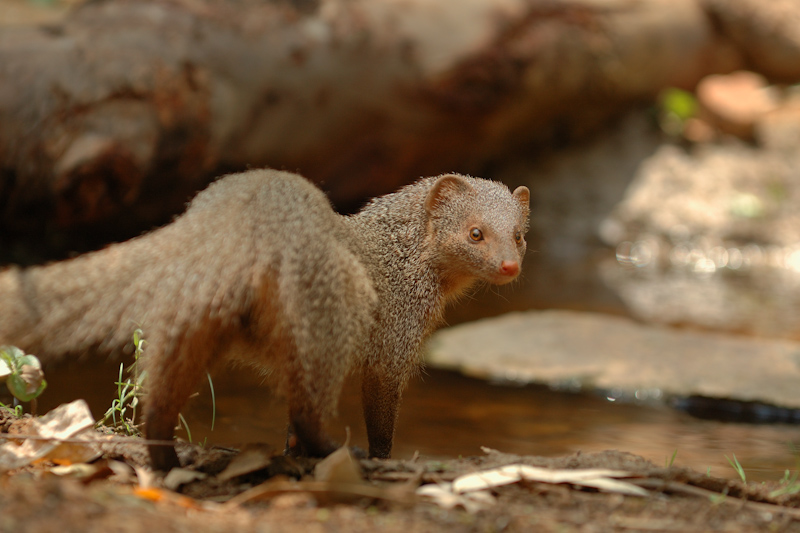
Mangusta cenușie indiana la Nagerhole, Karnataka
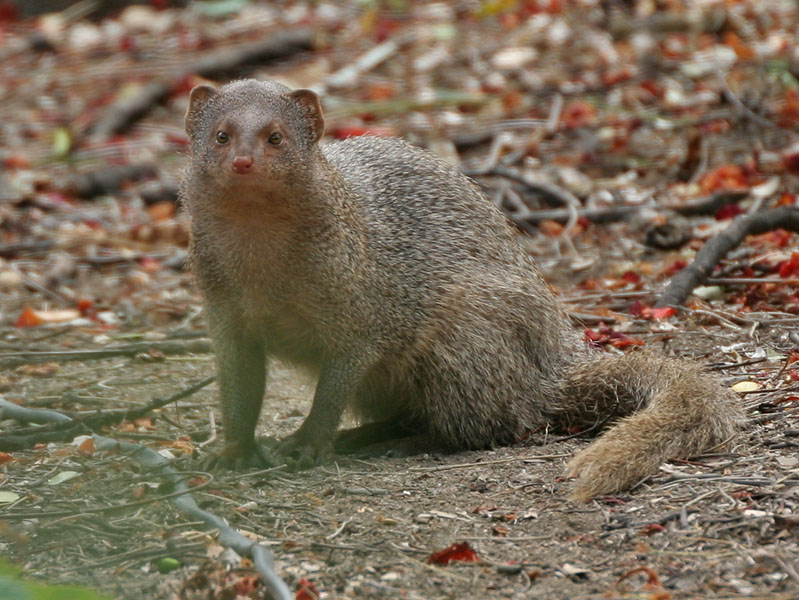
Mangusta cenușie indiana la Hyderabad, India.

## În cultura populară
„Rikki-Tikki-Tavi” este o nuvelă scurtă scrisă de Rudyard Kipling despre aventurile unei tinere manguste.